# Вафельное полотно

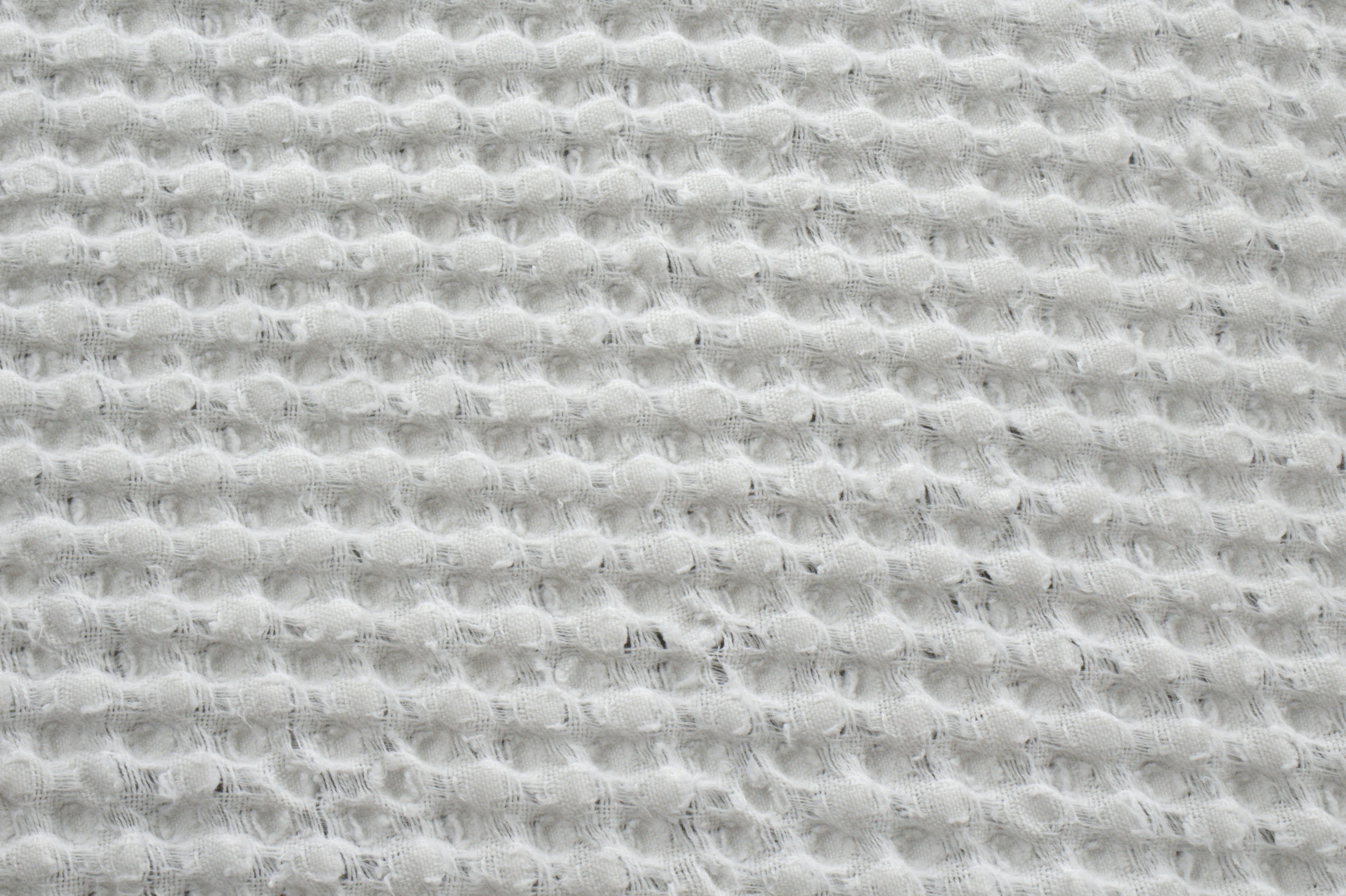
Вафельное полотно (увеличено)

Вафельное полотно (или, в обиходе вафельное полотенце) — хлопчатобумажная техническая ткань, имеющая полотняную форму переплетения нитей и обладающая хорошими гигроскопическими свойствами. Название получила за объемный клеточный рисунок, который отдалённо напоминает внешний вид кондитерских изделий — вафель.

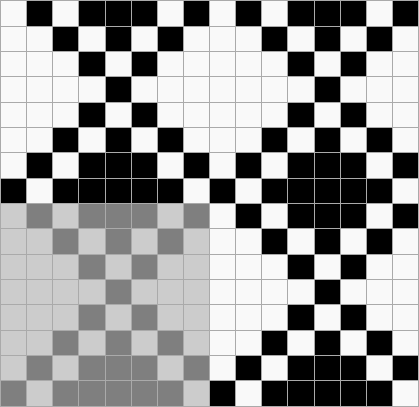
Вафельное переплетение

Изначально было известно как «турецкое полотно», поскольку было придумано в Турции в XVIII веке в городе Бурса.

## Внешний вид
Вафельное полотно различаются по своему виду и способу производства. Различают суровую ткань и отбеленную, с отсутствием каких-либо примесей в ткани. Плотность вафельного полотна может различаться в пределах 120—240 г/м².
Современной промышленностью, вафельное полотно производится трёх основных видов:
- Полотно вафельное выбеленное. Мало отличается от сурового. Однако в этом виде полотна извлекают весь мусор, попавший в него ранее. Полотно отбеливается.
- Полотно вафельное гладкокрашеное. Полотенце долго отбеливают, и в итоге покрывают тонким единым слоем краски.
- Полотно вафельное набивное. Главное отличие — неравномерные набивные рисунки. Полотно пропускают через специальные технологические валики.

Выпускается обычно в виде рулонов размером 45×100 см.

## Применение
Ввиду своей дешевизны и хороших гигроскопических свойств, широко применяется в виде салфеток и полотенец в учреждениях социального и медицинского обслуживания, лабораториях, на производстве (в качестве ветоши), а также в быту.